# Torres Calcio 1990-1991
Questa voce raccoglie le informazioni riguardanti la Torres Calcio nelle competizioni ufficiali della stagione 1990-1991.

## Rosa
| N. |                   | Ruolo | Calciatore           |
| -- | ----------------- | ----- | -------------------- |
|    | Italia (bandiera) | D     | Raffaele Barrella    |
|    | Italia (bandiera) | A     | Carlo Borghi         |
|    | Italia (bandiera) | D     | Francesco Cariola    |
|    | Italia (bandiera) | C     | Fabio Marco Chessa   |
|    | Italia (bandiera) | C     | Gianluca Colavito    |
|    | Italia (bandiera) | P     | Giovanni Coscione    |
|    | Italia (bandiera) | C     | Andrea Cucciella     |
|    | Italia (bandiera) | A     | Maurizio D'Este      |
|    | Italia (bandiera) | D     | Fabio Donati         |
|    | Italia (bandiera) | C     | Lucio Sergio Dossena |
|    | Italia (bandiera) | P     | Vincenzo Laveneziana |

| N. |                   | Ruolo | Calciatore         |
| -- | ----------------- | ----- | ------------------ |
|    | Italia (bandiera) | A     | Francesco Lomonaco |
|    | Italia (bandiera) | D     | Moreno Mancini     |
|    | Italia (bandiera) | C     | Lorenzo Mossini    |
|    | Italia (bandiera) | C     | Giovannino Oggiano |
|    | Italia (bandiera) | C     | Massimiliano Pani  |
|    | Italia (bandiera) | A     | Marcello Prima     |
|    | Italia (bandiera) | D     | Giovanni Rosucci   |
|    | Italia (bandiera) | D     | Antonio Sassarini  |
|    | Italia (bandiera) | C     | Antonio Talevi     |
|    | Italia (bandiera) | C     | Michele Tamponi    |

## Risultati

### Campionato

#### Girone di andata
| 16 settembre 1990 1ª giornata | Torres | 1 – 0 | Casertana |  |

| 23 settembre 1990 2ª giornata | Siracusa | 2 – 0 | Torres |  |

| 30 settembre 1990 3ª giornata | Torres | 1 – 1 | Ternana |  |

| 7 ottobre 1990 4ª giornata | Palermo | 0 – 0 | Torres |  |

| 14 ottobre 1990 5ª giornata | Torres | 1 – 1 | Battipagliese |  |

| 21 ottobre 1990 6ª giornata | Giarre | 1 – 0 | Torres |  |

| 4 novembre 1990 7ª giornata | Catanzaro | 3 – 1 | Torres |  |

| 11 novembre 1990 8ª giornata | Torres | 1 – 1 | Arezzo |  |

| 18 novembre 1990 9ª giornata | Siena | 1 – 1 | Torres |  |

| 25 novembre 1990 10ª giornata | Torres | 2 – 1 | Casarano |  |

| 2 dicembre 1990 11ª giornata | Torres | 4 – 3 | Catania |  |

| 9 dicembre 1990 12ª giornata | Campania Puteolana | 2 – 0 | Torres |  |

| 16 dicembre 1990 13ª giornata | Torres | 0 – 2 | Perugia |  |

| 30 dicembre 1990 14ª giornata | Fidelis Andria | 2 – 1 | Torres |  |

| 6 gennaio 1991 15ª giornata | Torres | 2 – 1 | Monopoli |  |

| Arbitro: | Piretti (Ravenna) |

|                           |           |  |
| Calcagno 35’ Manfredi 69’ | Marcatori |  |

| 20 gennaio 1991 17ª giornata | Torres | 2 – 4 | Licata |  |

#### Girone di ritorno
| 3 febbraio 1991 18ª giornata | Casertana | 2 – 0 | Torres |  |

| 10 febbraio 1991 19ª giornata | Torres | 0 – 0 | Siracusa |  |

| 17 febbraio 1991 20ª giornata | Ternana | 1 – 0 | Torres |  |

| 24 febbraio 1991 21ª giornata | Torres | 0 – 1 | Palermo |  |

| 3 marzo 1991 22ª giornata | Battipagliese | 0 – 0 | Torres |  |

| 17 marzo 1991 23ª giornata | Torres | 1 – 0 | Giarre |  |

| 24 marzo 1991 24ª giornata | Torres | 4 – 0 | Catanzaro |  |

| 30 marzo 1991 25ª giornata | Arezzo | 1 – 0 | Torres |  |

| 7 aprile 1991 26ª giornata | Torres | 0 – 1 | Siena |  |

| 14 aprile 1991 27ª giornata | Casarano | 1 – 0 | Torres |  |

| 28 aprile 1991 28ª giornata | Catania | 1 – 1 | Torres |  |

| 5 maggio 1991 29ª giornata | Torres | 5 – 3 | Campania Puteolana |  |

| 12 maggio 1991 30ª giornata | Perugia | 1 – 2 | Torres |  |

| 19 maggio 1991 31ª giornata | Torres | 2 – 0 | Fidelis Andria |  |

| 26 maggio 1991 32ª giornata | Monopoli | 2 – 2 | Torres |  |

| Arbitro: | Casoli (Reggio Emilia) |

|          |           |  |
| Pani 55’ | Marcatori |  |

| 9 giugno 1991 34ª giornata | Licata | 1 – 1 | Torres |  |